# Inspectoratul Muzicilor Militare
Inspectoratul Muzicilor Militare este o structură de specialitate în cadrul Ministerului Apărării Naționale.

## Istoric
Prima fanfară militară a fost înființată la Iași, la 1 iulie 1831, în cadrul "Strajei Pamântești". 
În 1864, în cadrul administrației centrale a Ministerului de Război, a luat ființă o secție specială ce avea în subordine toate fanfarele militare. Secția a stat la baza constituirii ulterioare a Inspectoratului Muzicilor Militare.
În 1867, în cadrul Ministerului de Război se instituie funcția de "inspector general al muzicilor militare", funcție în care este numit căpitanul Eduard Hübsch. În cei aproape 30 de ani cât Hübsch a fost inspector al muzicilor militare au fost elaborate regulamentele speciale destinate formațiilor de fanfară și s-a asigurat muzicilor militare un nou statut în cadrul oștirii. 
În perioada de după războiul de independență s-a hotărât ca la fiecare regiment de dorobanți să se constituie câte o muzică militară sub denumirea de "fanfară".
Începând cu 26 mai 1895, la conducerea muzicilor militare, în funcția de inspector, este numit Iosif Ivanovici, autorul celebrului vals "Valurile Dunării". Ivanovici a înzestrat muzicile militare cu instrumente noi, a introdus un repertoriu valoros și divers, sprijinind în același timp activitatea de pregătire a viitorilor instrumentiști militari. 
La 10 octombrie 1936 a fost înființată "Școala elevilor muzicanți militari", instituție menită să asigure pregătirea și formarea personalului muzicilor militare. 
În paralel cu perfecționarea organizatorică și în plan profesional a muzicilor militare, la 15 iunie 1954 a luat ființă Muzica Reprezentativă a Armatei, formație de referință în viața culturală a armatei și a țării. Condusă de doi ofițeri-dirijori și având în compunere 70 de subofițeri-instrumentiști, formația poate interpreta creații ce acoperă genuri muzicale diverse, cum sunt: marșuri, suite, concerte, uverturi, simfonii, opere, jazz, muzică ușoară și folclor muzical național.
Pentru mai bine de 28 de ani (1948–1976), destinele muzicilor militare au fost conduse de Dumitru Eremia (1910–1976).
La data de 11 octombrie 2007 este numit noul șef al Serviciului Muzicilor Militare colonelul Valentin Neacșu (49 de ani), succedându-i în funcție colonelului Ionel Croitoru.